# Eduard Schleimayer
Eduard Schleimayer (22. ledna 1853 Hustopeče – 3. června 1929 Hustopeče) byl rakouský politik německé národnosti z Moravy; poslanec Moravského zemského sněmu a starosta Hustopečí.

## Biografie
Narodil se v Hustopečích v domě čp. 46. Otcem byl obchodník a městský radní Franz Schleymayer, matkou Rosa Schleymayerová. Eduard vychodil reálnou školu a obchodní školu. Poté, co zemřel jeho otec, převzal vedení rodinného obchodu. Patřil mu dům čp. 138 a původní čp. 46 na náměstí. Byl veřejně a politicky aktivní. Od roku 1882 byl členem obecního zastupitelstva, od roku 1886 i městské rady. Od roku ledna 1889 zastával úřad starosty města jako náhrada za rezignujícího Jana Slawika. V této funkci byl opakovaně volen. Starostou byl až do roku 1919. Za jeho úřadování došlo k výstavbě nové radnice. Působil jako kurátor městské spořitelny, pak i ředitel tohoto ústavu. V roce 1898 získal Řád Františka Josefa. Město Hustopeče mu udělilo čestné občanství.
Zapojil se i do vysoké politiky. V zemských volbách 1890 se stal poslancem Moravského zemského sněmu, za kurii městskou, obvod Hustopeče, Hodonín, Břeclav. Mandát zde obhájil v zemských volbách 1896, zemských volbách 1902 a zemských volbách 1906 (po volební reformě byl zvolen za německý obvod Hustopeče, Ivančice, Náměšť, Tišnov). V roce 1890 kandidoval jako oficiální kandidát Německé liberální strany (tzv. Ústavní strana, později Německá pokroková strana, liberálně a centralisticky orientovaná). V roce 1896 je uváděn jako německý kompromisní kandidát. Do voleb 1902 šel jako německý pokrokový kandidát. Podle jiného zdroje byl roku 1890 zvolen za Křesťansko-sociální stranu, ale dobové zdroje tuto informaci neobsahují. Jako poslanec se zasloužil o založení vyšší školy v Břeclavi. Patřil mezi odborníky na vinařství.
V říjnu 1890 usedl do sněmovního petičního odboru a odboru pro předlohu o pojišťování proti škodám z krupobití. V roce 1892, 1893 a 1894 byl do petičního odboru zvolen znovu. 23. března 1892 ho sněm zvolil i jedním z osmi ředitelů zemské hypoteční banky. Po volbách ho v prosinci 1896 sněm zvolil do železničního odboru, do kterého byl znovu zvolen i roku 1898, 1901 a 1902. V roce 1899 se stal členem odboru obecní záležitosti. Roku 1901 odboru pro obecní záležitosti. 12. července 1902 ho sněm zvolil náhradníkem Moravského zemského výboru. V únoru 1897 se znovu stal jedním z osmi ředitelů zemské hypoteční banky. V následujícím funkčním období sněmu tuto funkci opětovně získal v říjnu 1903. Kromě toho byl od prosince 1902 členem zemského výboru. V září 1903 ho sněm zvolil do odboru pro obecní záležitosti a železničního odboru. V říjnu 1903 usedl i do odboru pro honební zákon. V září 1904 byl opětovně zvolen do odboru pro obecní záležitosti a železničního odboru a členství v těchto dvou odborech získal pak opět v říjnu 1905. V říjnu 1904 se stal členem odboru pro honební zákon, do kterého byl zvolen zase v listopadu 1905. Od října 1910 zasedal v petičním výboru. Od září 1911 v komunikačním odboru a odboru pro vojenské záležitosti. Zároveň byl znovu zvolen do petičního odboru. Po volbách roku 1906 byl zvolen v německé kurii do komunikačního odboru.
Zemřel v červnu 1929. Po smrti mu byla v předsálí radnice v Hustopečích odhalena pamětní deska, která ovšem byla v roce 1945 odstraněna.